# Holochelus mimicus
Holochelus mimicus är en skalbaggsart som beskrevs av Edmund Reitter 1902. Holochelus mimicus ingår i släktet Holochelus och familjen Melolonthidae. Inga underarter finns listade i Catalogue of Life.